# Dorfkirche Zittow

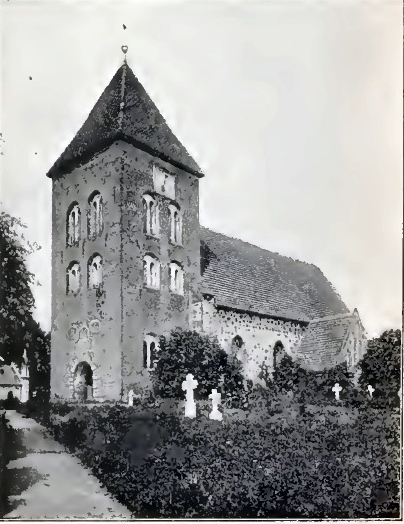
Historische Ansicht vom Ende des 19. Jahrhunderts

Die ursprünglich romanische Dorfkirche in Zittow ist ein denkmalgeschütztes Kirchengebäude in Zittow, einem Ortsteil der Gemeinde Leezen im Landkreis Ludwigslust-Parchim in Mecklenburg-Vorpommern. Das Bauwerk gehört zur Evangelisch-Lutherischen Kirchengemeinde Zittow-Retgendorf in der Propstei Wismar im Kirchenkreis Mecklenburg der Evangelisch-Lutherischen Kirche in Norddeutschland.

## Geschichte

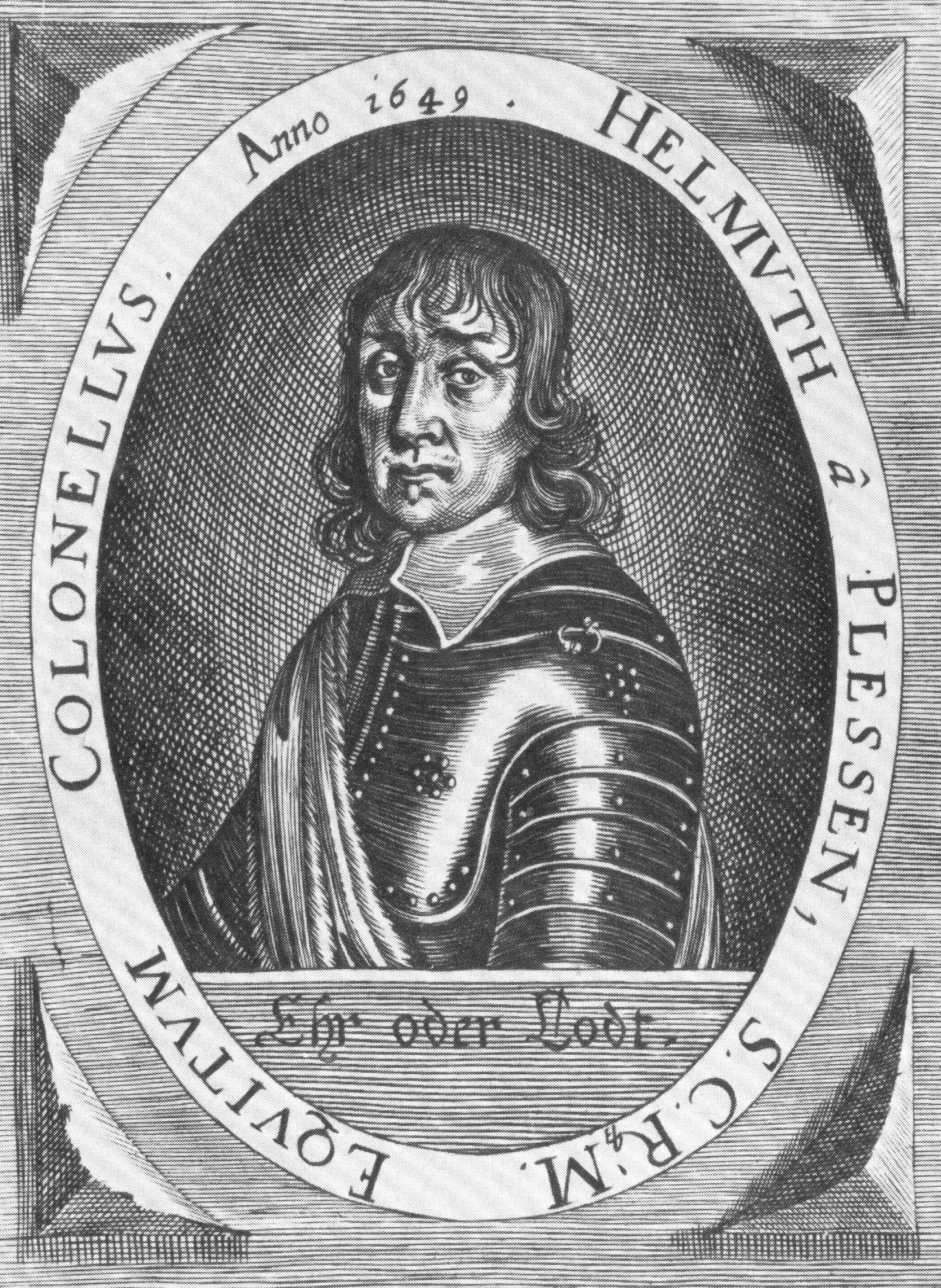
Helmuth von Plessen, Förderer der Kirche

Das Kirchspiel Zittow (Zuttecowe, Zittekowe) wurde von 1211 bis 1220 im Rahmen der Besiedlung des Gebietes östlich des Schweriner Sees durch deutsche Einwanderer gegründet. 1251 hatte das Schweriner Domkapitel bedeutende Besitzrechte mit acht Hufen am Dorf Zittow und dessen See, den zwei dem Dom verpflichtete Fischer in seiner ganzen Ausdehnung befischten. 1286 wurde Domherr Simon als Pleban von Zittow genannt. Das Patronat der Kirche aber schenkte Gunzelin III., Graf von Schwerin, dem Domkapitel im fernen Riga.
Streit über Privilegien, Rechte und über das Patronat der Kirche gab es 1326 zwischen dem Grafen Nicolaus von Schwerin auf der einen und dem Bischof, Propst, Dekan und dem Kapitel auf der anderen Schweriner Seite. Die Zittower Verhältnisse konnten nach Jahren beigelegt werden. Der Erzbischof mit dem Domkapitel von Riga überließen erst 1520 das Patronat von Zittow dem Antoniterkloster Tempzin. 1587 hatte dann Herzog Christoph zu Gadebusch, Administrator des Stifts Ratzeburg das Patronat. Später sind die jeweiligen Gutsherren vom Nachbarort Cambs die Patronatsherren. Nach den von Lützow und von Stralendorff folgten die von Pentz und von Raben auf Raben Steinfeld.
1632 erwarb der Hof- und Kanzleirat bei Wallenstein, Henning von Halberstadt auf Cambs das Patronat, das 1650 an Oberst Helmuth von Plessen auf Cambs überging. Ab 1818 hatte die Familie Johann Peter Heinrich Diestel neben Cambs auch das Kirchenpatronat von Zittow. Bis 1889 besaßen die Familie Diestel elf Güter in der nähern Umgebung.
Cambs, Rampe, Brahlstorf, Leezen und Langen Brütz gehörten im Mittelalter sämtlich zum Kirchspiel Zittow.

## Baugeschichte
Mit dem Kirchenbau wurde Mitte des 13. Jahrhunderts begonnen. Der Chor war schon 1261 unter Dach, doch das Langhaus war erst hundert Jahre später nutzbar.
Der hölzerne Vorgängerturm wurde während des Schwedisch-brandenburgischen Krieges im Jahre 1675 durch schwedische Truppen stark beschädigt. Erst 1698 wurde mit dem bestehenden quadratischen Westturm aus Backsteinen begonnen.
In der Nacht vom 28. zum 29. August 1810 schlug der Blitz in den Kirchturm ein und das Feuer vernichtete die Turmspitze, die Turmuhr, Teile des Glochenstühls, die Orgel und die Orgelempore. Auch die beiden Glocken waren zerschmolzen. Erst 1819 wurde der Turm durch Wariner Maurer und Zimmerleute, nun etwas niedriger, wieder aufgebaut und mit der alten Wetterfahne von 1699 bestückt. In der im Turmknopf eingelassenen Urkunde schreibt der damalige Pastor Hoeffler: Freylich ist der Turm nicht so schön wie er war, allein der Herr Patronus und ich waren der Meynung, dass es besser sey, Glocken, Uhr und Orgel wieder herzustellen, als alles Geld in die Luft zu baueun.
Bei den umfassenden Sicherungsmaßnahmen sowie Sanierungs- und Restaurierungsarbeiten seit 1990 an den Fassaden, dem Dach mit dem Dachstuhl und dem Turm der Kirche wurden bis 2002 auch im Innern der Fußboden erneuert, die Bänke neu gestaltet und mit einer Bankheizung versehen, die Empore nach historischen Befunden restauriert und der Altarraum nach der Farbfassung von 1230 ausgemalt.
Die feierliche Einweihung der Zittower Dorfkirche fand am 23. Juni 2002 statt.

### Gebäude

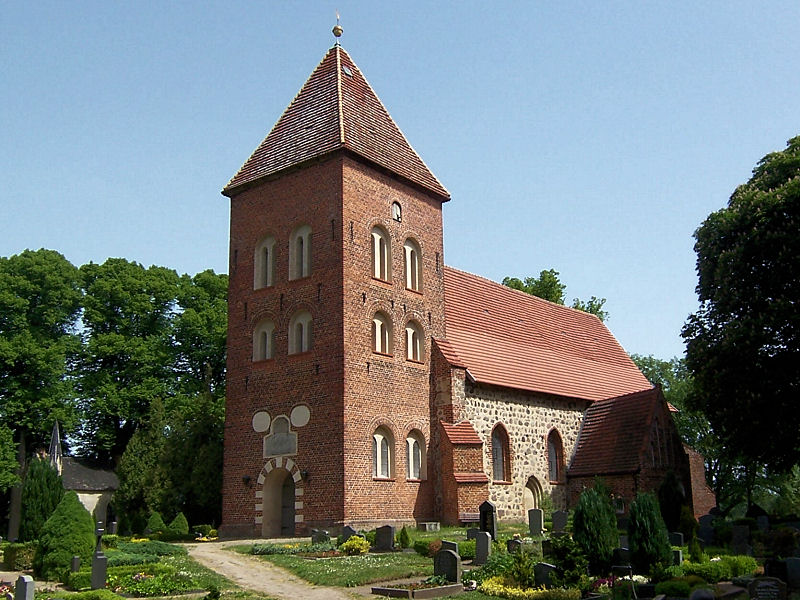
Dorfkirche in Zittow (2008)

Die Dorfkirche ist ein einschiffiger Feldsteinbau mit sorgfältig behauenen Eck- und Kantensteinen. Ältester Teil ist der aus lagenhaft versetzten Feldsteinen errichtete einjochige gewölbte Rechteckchor gleicher Breite von 1261 mit der Nordsakristei. Die Seitenwände haben Zwillingsfenster mit schrägen Laibungen und in der Ostwand des Chores befindet sich eine frühgotische Dreifenstergruppe aus schmalen gestaffelten Spitzbogenfenster. Darüber steht ein schlichter Blendengiebel aus Backstein.
Das gewölbte Langhaus, auch aus Feldsteinen, wurde erst 1361 fertiggestellt. Die Seitenfenster sind in jüngerer Zeit stark verändert worden, vermutlich während der Umbauten zwischen 1450 und 1460. Der damaligen Bautechnik bei Feldsteinkirchen geschuldet, wurden auch in Zittow die beiden äußeren Ostecken des Chors und die beiden Westecken des Kirchenschiffs nachträglich mit geböschten Stützpfeilern versehen. An der Nordseite entstand, ebenfalls in Feldstein, die Sakristei. Die südliche Vorhalle, die heute die schöne spitzbogige Priesterpforte mit dem für ihre Entstehungszeit typischen Kämpferband verdeckt, ist sicher spätgotischen Ursprungs, ihr Giebel ist über einen Zahnfries als horizontales Schmuckband mit einfachen Blenden gefüllt.
Beim Bau des Langhauses gab es wahrscheinlich eine Planänderung, denn sichtbar gebliebene Mauerverzahnungen lassen vermuten, dass ein breiter angelegtes Kirchenschiff geplant war. Tatsächlich ausgeführt wurde aber nur ein zweijochiger Bau in der Breite des Chores und in wesentlich schlichterem Feldsteinmauerwerk. Der Chor und das Langhaus haben ein Satteldach, das 1974 mit neuen Biberschwanzdachziegeln eingedeckt wurde. Vermutlich muss das Kirchendach bis ins 19. Jahrhundert mit Mönch-und-Nonnen-Ziegeln eingedeckt gewesen sein, denn um 1890 sollen sich an mehreren Stellen noch Mönchsziegel erhalten haben.
Der mächtige aus Backsteinen bestehende quadratische Westturm wurde nach dem Verlust des hölzernen Vorgängers von 1689 bis 1699 errichtet. Das frühbarocke Westportal mit ausdrucksvoller Rustikarahmung aus Quadern und Ziegeln im Wechsel, darüber die Inschriftentafel mit Stifterwappen datiert von 1689. Es sind die Wappen der Plessen, Oertzen, und Lepel. Die später beidseitig zugesetzten Ochsenaugen sind frühbarockes Formengut.
Der Kirchturm wurde 1810 von einem Blitz getroffen und das Feuer vernichtete den Turmaufbau, der wahrscheinlich höher und in Form einer doppelten Laterne ausgebildet war. 1819 hatte man den etwas aus der Achse gerückten dreigeschossigen Turm wieder hergerichtet und mit einem flachen Pyramidenhelm bekrönt.

### Innenausstattung
Im Innern der Kirche sind sowohl der Chor als auch das Langhaus gewölbt, der Chor mit einem hoch ansteigenden Kreuzrippengewölbe aus der Bauzeit der Kirche, das Schiff mit zwei Kreuzgratgewölben vom Ende des 17. Jahrhunderts. Zuvor hatte das Schiff seit seiner Errichtung wahrscheinlich eine Flachdecke, wie die Reste einer mittelalterlichen Quaderbemalung an den jetzt über den Gewölben im Dachraum sichtbaren Partien der Seitenwände erkennen lassen.
Chor und Langhaus sind durch einen spitzbogigen Triumphbogen getrennt.
Nach dem Brand von 1810 sind wesentliche Teile der Ausstattung erneuert worden. 1832 wurde auf der Westseite des Langhauses die Empore eingebaut worden. 1913 erfolgte der Einbau einer Warmluftheizung. Dazu hatte man einen Schacht durch den Altarraum verlegt und die sich darunter befindende Krypta geöffnet. Die entnommenen Wappenschilder und Beschläge der einstigen Särge wurden danach zu Beleuchtungskörpern umgearbeitet.
Während der Erneuerung des Fußbodens im Chorraum hatte man im Winter 2002 die Krypta wieder geöffnet. Sie hat die Größe des Altarraumes und ist in der Mitte geteilt. In der nördlichen Raumhälfte wurde die Familie Helmuth von Plessen beigesetzt. Dieser Raum wurde in den Jahren zwischen 1685 und 1700 ausgemalt. Unter den in guter Qualität erhaltene Wand- und Deckenbemalungen sind auch ein Auferstehungsbild, mehrere Engelsköpfe und zahlreiche Schriften.

#### Mittelalterliche Ausmalung

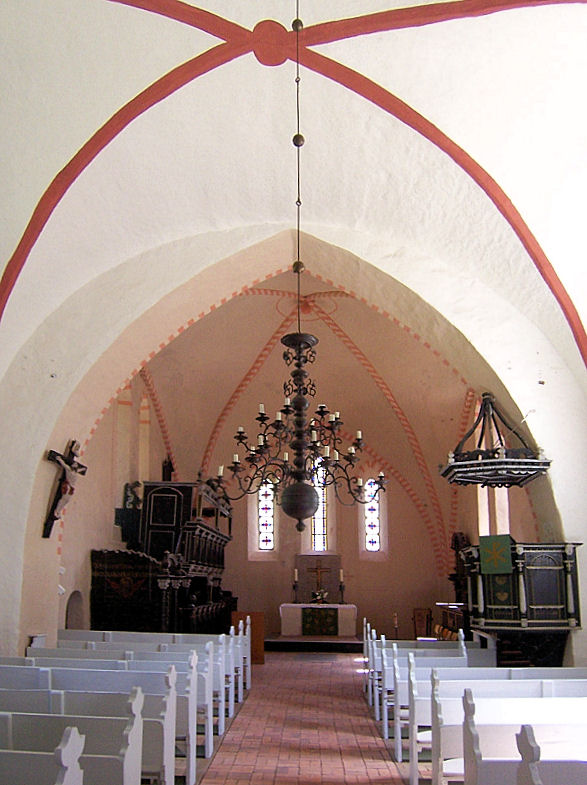
Innenansicht (2008)

Bei den restauratorischen Untersuchungen wurde 1986 festgestellt, dass die mittelalterlichen Bemalungen von Wänden und Gewölben in der zweiten Fassung aus der ersten Hälfte des 13. Jahrhunderts noch vollständig erhalten sind. Diese Fassung ist mit der ersten identisch und es wurden weitere Farbfassungen aus verschiedenen Jahrhunderten gefunden. Bei der 2000 bis 2002 durchgeführten Restaurierung wurden einige Schaufenster angelegt, die ursprüngliche Weihekreuze und Mariendarstellungen zeigen.
Gut erhaltene Wandmalereien des 17. Jahrhunderts konnten bei der Öffnung eine Krypta während der Fußbodenarbeiten gefunden werden.

#### Kanzel und Patronatsgestühl
Von den Prinzipalstücken der Ausstattung stammt die Kanzel aus dem Jahre 1669. Der Kanzelkorb ist mit den gemalten Wappen der adligen Patronatsfamilien und Bibelzitaten geschmückt und an seinem Gesims finden sich daneben kleine geschnitzte Maskenköpfe.
Die sechs aufgemalten Wappen gehören zu den von Lepel, von Oertzen, von Holstein, von Halberstadt und von Plessen. Mitglieder dieser Familien sind in der Kirche beigesetzt worden.
Auch das an der Chornordseite stehende, von Oberst Helmuth von Plessen gestiftete zweigeschossige Patronatsgestühl wurde 1669 eingebaut. Dessen Brüstungen sind ebenfalls mit reichen Renaissanceornament sowie mit Wappenmalereien und den Initialen der Adelsfamilien bedeckt. HE. V. H, I. V. H, HE. V. E, OL. V. OR, D. I. V. E, G. E. V. L. Die Namen sind: Henning von Halberstadt auf Cambs, Herzoglich Mecklenburgischer Geheimer Rat war mit Ilsabe von Holstein, der Tochter des Amtshauptmannes Henning von Holstein auf Ankershagen. Der Oberst und Chef eines Kaiserlichen Kürassier-Regiments, Helmuth von Plessen, seit 1635 vermählt mit Oelgard von Oertzen, der Tochter des Jasper von Oertzen auf Roggow, starb im Jahre 1694. Er war im schwedischen und französischen Sold und leistete drei Kaisern, Ferdinand II., Ferdinand III. und Leopold I. gute Kriegsdienste.
Ihm folgte als Besitzer von Cambs, Buchholz, Zittow und Brahlstorf, sein Sohn, der spätere Geh. Rath und Kammerpräsident Dietrich Joachim von Plessen, der seit 1697 mit Elenore Gertrud von Lepel, einer Tochter des Burchard Hartwig von Lepel auf Grambow, vermählt war. Zwischen dem Patronatsgestühl und Ostwand des Chores steht noch, aber kaum beachtet, ein mittelalterlicher Beichtstuhl.
Ein weiterer Patronatsstuhl steht jetzt an der gegenüberliegenden Südwand des Chores.

#### Epitaph
An der Südwand des Chores ließ Dietrich Joachim von Plessen 1711 ein sehr großes aus Holz geschnitztes, einst mit Wappen geschmücktes Epitaph für seine Eltern anbringen. Es handelt sich um den Oberst Helmuth von Plessen, Erbherrn auf Cambs und Buchholz, Zittow, Raben Steinfeld, Godern und Pinnow als Patron der Kirche und seine Gemahlin Oelgard von Plessen, geb. von Oertzen, die mit 76 Jahren 1711 gestorben war.
1939 wurde das Epitaph unter Mitwirkung des ehemaligen Pastors und Kirchenregierungsrat Edmund Albrecht zur Gedenktafel für die Gefallenen des Ersten Weltkrieges aus den Dörfern der Kirchgemeinde umgestaltet.
Vorhanden sind noch weitere vier Gedenktafeln, drei mit Inschriften von Kindern des Oberst Helmuth von Plessen. Eine für Helmuth von Plessen, geb. 3. Oktober 1666 in Cambs und dort am 13. Juni 1685 gestorben. Die andere für Eleonore von Plessen, geb. 24. März 1671 in Cambs, verh. am 17. Juni 1690 in Cambs mit dem Mecklenburgischen Hofmeister Ernst Christoph von Koppelow, gest. am 3. März 1691 in Zittow. Die dritte Gedenktafel ist für Ludwig Reimar von Plessen, geb. am 13. Juli 1674 in Cambs und dort gestorben am 13. Oktober 1691 und am 25. Oktober in der Kirche zu Zittow bestattet.

#### Altar
Der Altaraufsatz wurde 1832 vom Patron Johann Peter Heinrich Diestel gestiftet. Der mit neutestamentlichen Darstellungen auf einer hochaufgebauten Holzwand, die mit vorgesetzten Säulen in klassizierenden Stil geschmückt war, wurde 1901 wieder beseitigt. Von dem Altar von 1669 ist noch das an der nördlichen Längswand befestigte Kruzifix erhalten geblieben.
1901 wurde ein neues, von Maria Bloch aus Berlin gemaltes Altarbild mit einer Kreuzigungsszene aufgestellt. Die dort dargestellten Personen der Volksmenge tragen Gesichtszüge der Stifter und Patronen. Während der Neugestaltung des Altars 1930 wurde es entfernt und seit 1939 durch ein einfaches Altarkreuz ersetzt. Das Altarbild hängt jetzt im Turmraum.
Die reich verzierte Taufschale von Messing, eine Treibarbeit 1659, war ein Geschenk von Oelgard von Plessen geb. von Oertzen auf Roggow. Den Holzständer als Fünte gestaltete 1955 Franz Rädlein aus Dresden. Antependien in den liturgischen Farben für die Kanzel und den Altar wurden von 1963 bis 1965 angeschafft.

#### Orgel

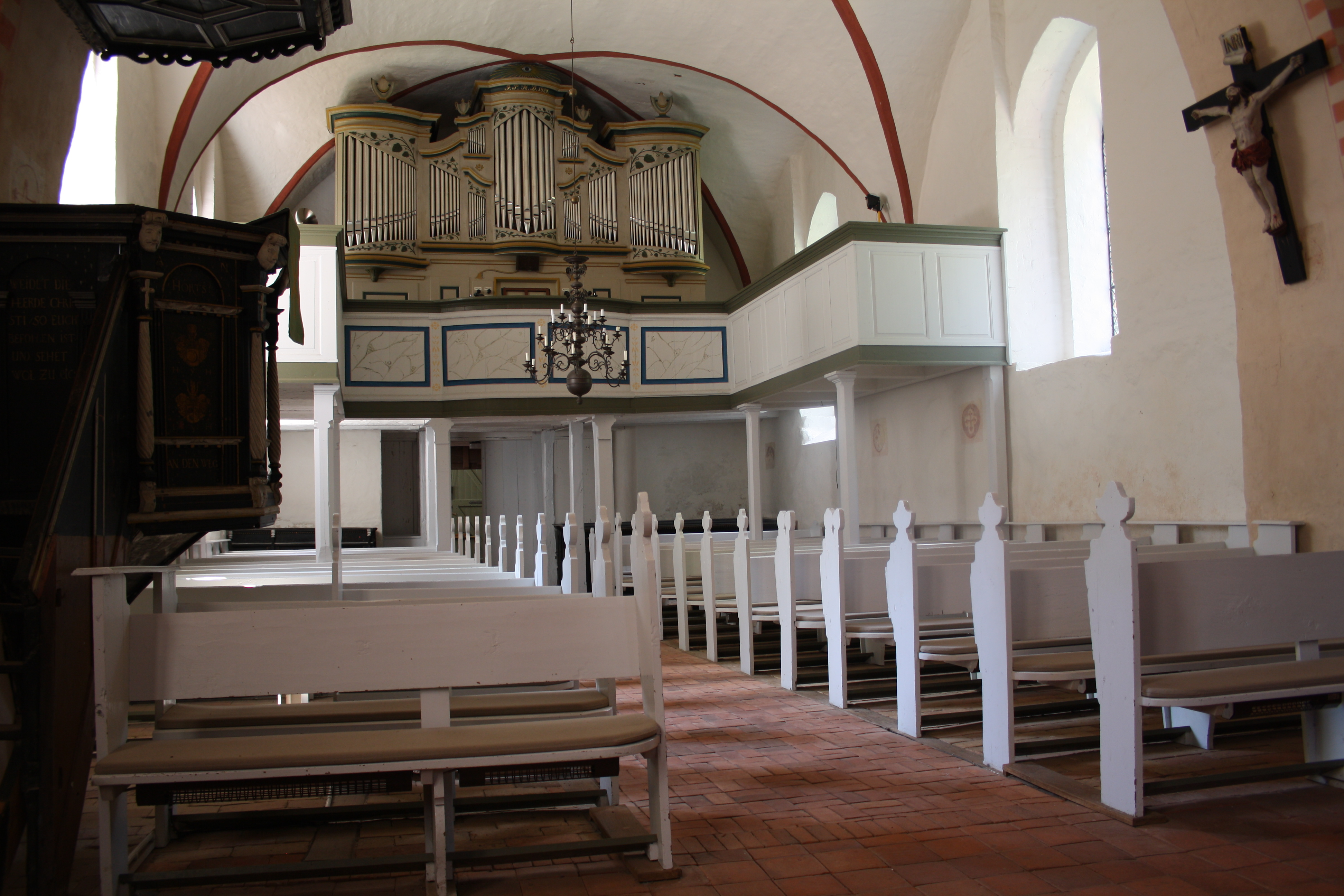
Friese-Orgel mit Westempore (2012)

Nachdem am 29. August 1810 durch Blitzschlag im Turm auch die Orgel beschädigt worden war, baute 1829 der Orgelbaumeister Friedrich Friese, damals noch in Parchim ansässig, eine neue Orgel (15 Register, ein Manual und ein angehängtes Pedal) unter Verwendung alter Teile und Register ganz im Stile des Barocks. Im Orgelbauvertrag war u. a. vermerkt: „Mit dem Herrn Orgelbauer Friese in Parchim haben wir unterschriebenen Patonus, Prediger und Kirchenjuraten folgenden Contract geschlossen, daß er für die hiesige Kirche eine ganz neue Orgel von 14 Stimmen, einem feyen Pedal und einem Clavier verfertige und in hiesiger Kirche aufstelle …alles dieses wird von dem Orgelbauer Herrn Friese auf Treu und Glauben verfertigt, die erforderlichen Materialien von uns und zugethan und er verspricht dieses Orgelwerk, wenn nicht eher, doch gewiß zu Johannis des Jahres 1829 fertig in die Kirche zu Zittow zu liefern, wozu ihm vier Wagen von hieraus zugesandt werden …“
Der Orgelprospekt ist in Empireform ausgeführt.
Zu Kriegszwecken wurden 1917 die im Prospekt stehenden Prinzipalpfeifen aus Zinn ausgebaut und sind 1919 nur notdürftig durch Zinkpfeifen ersetzt worden.
Während der umfassenden Renovierung der Orgel ab 1981 stellte man fest, dass die beiden Zungenstimmen ebenso wie Sesquialtera und Mixtur fehlten. Nach Jahren konnten durch die Orgelbaufirma Voigt aus Bad Liebenwerda die schadhaften Teile sachgerecht rekonstruiert und fehlende nach Originalvorbildern ersetzt werden.

#### Grabplatten
Grabplatte aus Sandstein für Johann von Barner aus Zaschendorf. Mit Auferstehungsrelief unter einem Rundbogen und je vier Wappenbildern an beiden Seiten, von denen nur noch das Bülow’sche und Plessen’sche zu erkennen sind. Der abgetretenen Inschrift lässt sich entnehmen, dass im Jahre 1606 Chim Berner und Hausfrau Anna Sperling diesen Stein ihrem seligen Vater Johann Be(a)rner haben legen lassen. Der Renaissancestein lag vor dem Altar und wurde 1930 an die Ostwand hinter dem Altar angebracht.
Grabstein für Pastor Dietrich Helmuth Joachim Sprengel, war in Zittow und Langen Brütz 38 Jahre lang Pastor und starb am 15. Januar 1792.

#### Glocken
Die Zittower Kirche hatte zwei Glocken, die beim Kirchturmbrand 1810 zerschmolzen sind. Mit der Errichtung eins neuen Pyramidendachhelms ließen 1819 der Patron Johann Peter Heinrich Diestel und der Pastor J. C. Höffler in Lübeck zwei neue Glocken gießen. Der Glockengießer ist unbekannt.
Auf der größeren Glocke von 1,19 Metern Durchmesser stand der lateinische Spruch: PRECES JUBEO. FESTUN ANNUNCIO. FUNERA PLANGO. Diese wurde 1914 zu Kriegszwecken eingeschmolzen. Die etwas kleinere, heute noch vorhandene Glocke von 1,05 Metern Durchmesser enthält in lateinischer Schrift die Mitteilung, dass beide Glocken im Jahre 1810 durch Blitzschlag vernichtet wurden: NOS CAMPANE. IGNE DISSOLVTAE 1810. RENOVATE 1819.
Einer Sage nach sollen die beiden Glocken von zwei adligen Damen gestiftet worden sein. Nach ihnen hießen sie Äulgatt und Susan, so berichtet zumindest die mündliche Überlieferung. Zu den beiden beim Blitzschlag 1810 zerstörten und geschmolzenen Glocken gehört folgende Sage: Im Juni waren Zittower Kinder zum Baden am Camser See. Als die beiden großen Steine, auf denen ihre Kleider lagen, sich bewegten und miteinander sprachen, liefen die Kinder nach Hause, um das Erlebte ihren Eltern zu erzählen. Als die Eltern vor den schnell herbeigeeilten Menschen die Kleider der Kinder von den Steinen nahmen, lagen darunter zwei wunderschöne Glocken. Sie waren an die Oberfläche des Cambser Sees gekommen und wollten sich sonnen. Ohne es zu ahnen, wurden sie von den Kindern am Zurückgehen gehindert. Ein reicher Zittower Bauer kam mit seinem Fuhrwerk und vier Pferden, um die Glocken aufzuladen. Se sall'n för de Riken gahn, sie sollen für die Reichen sein und kein Armer durfte Hand anlegen. Doch die Pferde wollten nicht, der Reiche fiel vom Wagen mit dem Kopf auf die Deichsel und war sofort tot. Inzwischen hatte sich ein armer Bauer mit seinen Ochsen am See eingefunden, spannte seine Ochsen vor das Fuhrwerk und rief: So, in Gotts Naam, vör arm un rik toglick So, in Gottes Namen, für arm und reich zugleich. Daraufhin ruckten die Ochsen an und zogen die Glocken zur Zittower Kirche, wo sie alsbald auf gehangen wurden und zur Freude aller Einwohner erklangen.

## Pastoren
Namen und Jahreszahlen bezeichnen die nachweisbare Erwähnung als Pastor.
- erwähnt 1251 Domherr Simon
- erwähnt 1375 Rektor Johann von Stiten
- erwähnt 1446 Marquardus Mulsow
- 1551–1587 Gerhard Piel
- 1587–1616 Johann Knickenberg
- 1617–1631 Heinrich Schomann
- 1632–1638 Johann Koch
- 1639–1666 Johannes Wolff (Joachim Wulf)
- 1667–1702 Joachim Siggelkow
- 1702–1726 Friedrich Wetzstein
- 1730–1755 Thomas Matthias Sprengel
- 1755–1792 Dietrich Helmuth Joachim Sprengel
- 1792–1843 Johann C. Höffler
- 1843–1863 Johann Penckow
- 1864–1900 Heinrich Wolff
- 1900–1927 Franz Karnin
- 1927–1934 Edmund Albrecht
- 1934–1943 Friedrich Seifert
- 1945–1947 Roderich Mekler
- 1947–1965 Alfred Rütz
- 1965–2003 Hans Schliemann
- 2003 aktuell Matthias Staak

## Heutige Kirchengemeinde
Zittow mit Kirche gehört zur Kirchengemeinde Zittow-Retgendorf mit den Ortsteilen Ahrensboek, Alt Schlagsdorf, Brahlstorf, Buchholz mit Kirche, Flessenow, Holdorf, Karnin, Kleefeld, Langen Brütz mit Kirche, Neu Schlagsdorf, Leezen, Liessow, Panstorf, Rampe, Retgendorf mit Kirche, Rubow und Tessin.

### Gedruckte Quellen
- Mecklenburgisches Urkundenbuch (MUB)
- Mecklenburgische Jahrbücher (MJB)

### Ungedruckte Quellen
- Landeshauptarchiv Schwerin (LHAS)
  - LHAS 5.12-3/1 Mecklenburg-Schwerinsches Ministerium des Innern.
  - LHAS 5.12-4/3 Ministerium für Landwirtschaft, Domänen und Forsten, Abt. Siedlungsamt. Kreis Schwerin.
  - LHAS 5.12-7/1 Mecklenburg-Schwerinsches Ministerium für Unterricht, Kunst, geistliche und Medizinalangelegenheiten.
    - Nr. 4681 Küsterschule Zittow 1767–1903.
    - Nr. 7862 Stelleneinkommen der Pfarre zu Zittow 1900–1921.
    - Nr. 8260 Geistliche der Pfarre zu Zittow 1900–1921.
    - Nr. 8730 Zittow, Die Pfarre, Stellenbesetzungen, Bauten und Friedhöfe 1925–1927.
- Landeskirchliches Archiv Schwerin (LKAS)
  - LKAS, OKR Schwerin, Kirchenbücher Zittow 1660–1792, 1793–1859, 1860–1891.
  - LKAS, OKR Schwerin, Specialia Abt. 4. Zittow
    - Nr. 2, 3, Das Patronat über die Kirchen Zittow, Langen Brütz und die Kapelle zu Cambs, Ordnung und Vermögensverhältnisse, Vererbpachtungen von Ländereien 1836–1862, 1863–1929.
    - Nr. 4, Kirchen und Schulwege von Rampe und Cambs nach Zittow 1832–1835.
    - Nr. 8–10, Klagen des Pastors Sprengel und des Kirchenjuraten zu Zittow wider den Geheimrat von Moltzahn, Grafen von Plessen zu Ivenack auf Herausgabe der Kirchengelder, Obligationen, Rechnungen und sonstige Schriften der drei Kirchen Zittow, Cambs und Langen Brütz. 1764–1777, 1777–1778, 1779–1836.
    - Nr. 11–14, Akten der Kommission in Sachen des Generalmajors von Plessen als Patron der Kirchen zu Zittow, Cambs und Langen Brütz wegen Untersuchung und Abhelfung der bei diesen Kirchen sich hervorgegebenen Unordnungen. 1769–1772, 1772–1773, 2773–1777, 1777–1802.
    - Nr. 22, Gehaltsaufbesserungen der Pastoren Sprengel und Hoeffler in Zittow. 1773–1818.
    - Nr. 31, Bitte des Predigers Sprengel zu Zittow um Konzession zum Zittower Torfstechen auf dem Ramper Moor. 1785.
    - Nr. 33–35, Separation und Permution des Pfarr- und Küsterackers zu Zittow. 1807–1827, 1928–1942, 1943–1961.

  - LKAS, OKR Scjwerin, Landessuperintendentur Schwerin, Specialia alt
    - Nr. 415, 416, Zittow, Langen Brütz, Cambs und Zaschendorf, Bauten und Orgel 1836, 1857–1866.
    - Nr. 419, Schulen und Anstellung der Lehrer 1832–1917.

  - Nr. 767, Patronatsverhältnisse, Bauverpflichtungen des Gutes Cambs als Patron der Kirche zu Zittow. 1700-1937.
  - LKAS, OKR Schwerin, Ämter und Kreise, Patronatsbauakten. Nr. 107, Kirchliche Bauten in Zittow. 1930–1949.
  - LKAS, OKR Schwerin, Pfarr- und Dorfchroniken in Mecklenburg. Nr. 8, 100 Jahre Pfarrgeschichte Zittow, 1864 bis 1965 mit der Pfarrchronik für die Jahre 1947 bis 1965 von Rektor i. R. Dr. Alfred Rütz, 1968–1969.